# Козлов (Ставропольский край)
Козло́в — хутор в Изобильненском районе (городском округе) Ставропольского края Российской Федерации.

## География
Расстояние до краевого центра: 30 км.
Расстояние до районного центра: 15 км.

## История
До 2017 года находился в составе территории сельского поселения Рождественский сельсовет.

## Население
| 1989 | 2002 | 2010 | 2014 | 2021 |
| ---- | ---- | ---- | ---- | ---- |
| 46   | ↗50  | ↗51  | ↘30  | ↗55  |

По данным переписи 2002 года, в национальной структуре населения русские составляли 38 %, даргинцы — 52 %.

## Кладбища и памятники
- Общественное закрытое кладбище площадью 5 тыс. м² (расположено в 1 км к востоку от хутора)[9].
- Братская могила красных партизан, погибших в годы гражданской войны. 1918—1920, 1957 годы[10].